# Президент Самосадкін
«Президент Самосадкін» — радянський кінофільм 1924 року, знятий режисером Михайлом Вернером на кінематографічній артілі «Артфільм». Вийшов на екрани 20 лютого 1925 року. У 1928 році картина була заборонена Головреперткомом. Фільм не зберігся.

## Сюжет
Сатира на правителів західноєвропейських держав. Непман Самосадкін з дружиною йде в кіно. Під час зарубіжної кінохроніки він засинає. Йому сниться, що його обрали президентом невеликої капіталістичної Республіки, яка перебуває в глибокому занепаді. Президент вирішує торгувати повітрям.

## У ролях
- Юлія Діжур — дружина непмана
- Григорій Ярон — Ілля Іванович Самосадкін, нэпман
- Я. Волков — міністр
- К. Єфімов — фашист
- П. Нартов — епізод
- М. Юдін — епізод
- Осіпова — епізод
- Серпінський — епізод

## Знімальна група
- Режисер — Михайло Вернер
- Сценарист — Лев Нікулін
- Оператор — Віктор Енгельс